# Begraafplaats van Asquillies
De Begraafplaats van Asquillies is een gemeentelijke begraafplaats in het Belgische dorp Asquillies, een deelgemeente van Quévy. De begraafplaats ligt aan de Rue du Charbonnage op 300 m ten zuidwesten van het dorpscentrum (Église de la Sainte Vierge). Ze heeft een trapeziumvormig grondplan en wordt omgeven door bakstenen muur. 

## Brits oorlogsgraf
Op de begraafplaats ligt het graf van de Britse soldaat A. Parlour. Hij sneuvelde op 24 augustus 1914 en diende bij het "A" Sqdn. 20th Hussars. 
Zijn graf wordt onderhouden door de Commonwealth War Graves Commission en staat er geregistreerd onder Asquillies Communal Cemetery.